# Maray
Maray település Franciaországban, Loir-et-Cher megyében. Lakosainak száma 226 fő (2022. január 1.). Maray Genouilly, Saint-Georges-sur-la-Prée, Thénioux, Anjouin, Châtres-sur-Cher, Mennetou-sur-Cher és Saint-Loup községekkel határos.

## Népesség
A település népességének változása:
| Lakosok száma | 344  | 297  | 294  | 237  | 232  | 232  | 233  | 236  | 236  | 226  |
|               | 1968 | 1982 | 1990 | 2006 | 2013 | 2015 | 2017 | 2019 | 2020 | 2022 |